# Sybra alboscutellaris
Sybra alboscutellaris är en skalbaggsart som först beskrevs av Heller 1924.  Sybra alboscutellaris ingår i släktet Sybra och familjen långhorningar.
Artens utbredningsområde är Filippinerna. Inga underarter finns listade i Catalogue of Life.